# Tanziéga (Diabo)
Pour les articles homonymes, voir Tanziéga.
Tanziéga est un village situé dans le département de Diabo de la province du Gourma dans la région de l'Est au Burkina Faso.

## Santé et éducation
Le centre de soins le plus proche de Tanziéga est le centre de santé et de promotion sociale (CSPS) de Saatenga.